# Colin Castleton
Colin Reed Castleton, né le 25 mai 2000 à Pembroke Pines en Floride, est un joueur américain de basket-ball évoluant au poste de pivot.

## Biographie
Non choisi lors de la draft 2023, il signe quelque temps plus tard un contrat two-way avec les Lakers de Los Angeles.  En juillet 2024, son contrat two-way est renouvelé. Il est licencié en octobre 2024 puis signe un autre contrat two-way, cette fois-ci avec les Grizzlies de Memphis. Il est coupé en janvier 2025.
En mars 2025, il s'engage pour 10 jours en faveur des Raptors de Toronto.

## Palmarès

### Distinctions personnelles
- First-team All-SEC (2023)
- 2× Second-team All-SEC (2021, 2022)

## Statistiques

### Universitaires
| Saison    | Équipe   | Matchs | Titul. | Min./m | % Tir | % 3pts | % LF | Rbds/m. | Pass/m. | Int/m. | Ctr/m. | Pts/m. |
| --------- | -------- | ------ | ------ | ------ | ----- | ------ | ---- | ------- | ------- | ------ | ------ | ------ |
| 2018-2019 | Michigan | 19     | 0      | 3.5    | .409  | .000   | .333 | 1.1     | .1      | .1     | .2     | 1.1    |
| 2019-2020 | Michigan | 25     | 0      | 7.9    | .540  | .000   | .828 | 2.4     | .3      | .1     | .5     | 3.1    |
| 2020-2021 | Floride  | 24     | 21     | 25.7   | .597  | .000   | .781 | 6.4     | 1.1     | .5     | 2.3    | 12.4   |
| 2021-2022 | Floride  | 28     | 28     | 30.7   | .546  | .000   | .703 | 9.0     | 1.5     | .9     | 2.2    | 16.2   |
| Carrière  | Carrière | 96     | 49     | 18.1   | .557  | .000   | .730 | 5.1     | .8      | .4     | 1.4    | 8.8    |